# Nơi sinh của Ľudovít Štúr và Alexander Dubček
Nơi sinh của Ľudovít Štúr và Alexander Dubček (tiếng Slovakia: Rodný dom Ľudovíta Štúra a Alexandra Dubčeka) là một tòa nhà lịch sử tọa lạc ở làng Uhrovec, vùng Trenčín, Slovakia. Tòa nhà này đã chứng kiến sự ra đời của hai công dân tiêu biểu của Slovakia. Người thứ nhất là Ľudovít Štúr. Ông sinh năm 1815 và là một trong những nhân vật hàng đầu của phong trào dân tộc Slovakia. Người thứ hai là chính trị gia cộng sản Alexander Dubček. Ông sinh năm 1921 và đã lãnh đạo các cuộc cải cách Mùa xuân Praha.
Vào ngày 28 tháng 5 năm 1963, địa điểm này được ghi danh vào Danh sách Di tích Trung ương. Năm 1970, theo Nghị quyết của Chủ tịch Hội đồng Quốc gia Slovakia, nơi sinh của Ľudovít Štúr và Alexander Dubček được công nhận là di tích văn hóa quốc gia.

## Lịch sử
Tòa nhà là nơi sinh của Ľudovít Štúr và Alexander Dubček được xây dựng vào thế kỷ 18. Các lần tu sửa tòa nhà này lần lượt vào các năm 1921 - 1924, năm 1943, 1975 và 1995.
Tòa nhà này từng được sử dụng làm trụ sở của một trường học. Ngôi trường này có cả một khu vực là nơi ở cho giáo viên. Hiện tại, bên trong tòa nhà có các cuộc triển lãm của Bảo tàng Trenčín về cuộc đời và sự nghiệp của Ľudovít Štúr và Alexander Dubček.